# シミット・アミン
シミット・アミン（Shimit Amin）は、インドのヒンディー語映画で活動する映画監督、編集技師。

## 生い立ち
ウガンダのカンパラ出身で、幼少期をアメリカ合衆国のフロリダ州で過ごした。幼少期から映画に関心を抱くものの、両親からは勉学に専念するように求められ、フロリダ大学に進学して数学の学位を取得した。

## キャリア
ジャクソンビルで開催された「1991アジアン/アジアン・アメリカン国際映画祭」で運営の中心人物として企画・プロモーションを手掛け、その後はマイアミに移住して企業向けの映像やインディペンデント映画の製作に携わった。1年後にロサンゼルスに移住して引き続きインディペンデント映画を製作していたが、ハリウッドの映画製作者と知己を得てからはカメラマンとしてハリウッド映画に携わるようになり、ボリウッドから注目を集めたことをきっかけにインドに移住した。
ロサンゼルス在住時に友人の紹介で『Bhoot』に編集技師として撮影に参加する。2004年に『Ab Tak Chhappan』でボリウッド監督デビューし、興行的な成功を収めた。2007年にはシャー・ルク・カーンを起用して『Chak De! India』を製作し、批評家から絶賛され、興行的にも成功を収めている。

## フィルモグラフィー
- Bhoot（2003年） - 編集
- Ab Tak Chhappan（2004年） - 監督
- Chak De! India（2007年） - 監督
- Rocket Singh: Salesman of the Year（2009年） - 監督
- ミッシング・ポイント（2012年） - 編集
- Shuddh Desi Romance（2013年） - コンサルタント
- 理想の花婿（英語版）（2020年） - 監督

## 受賞歴

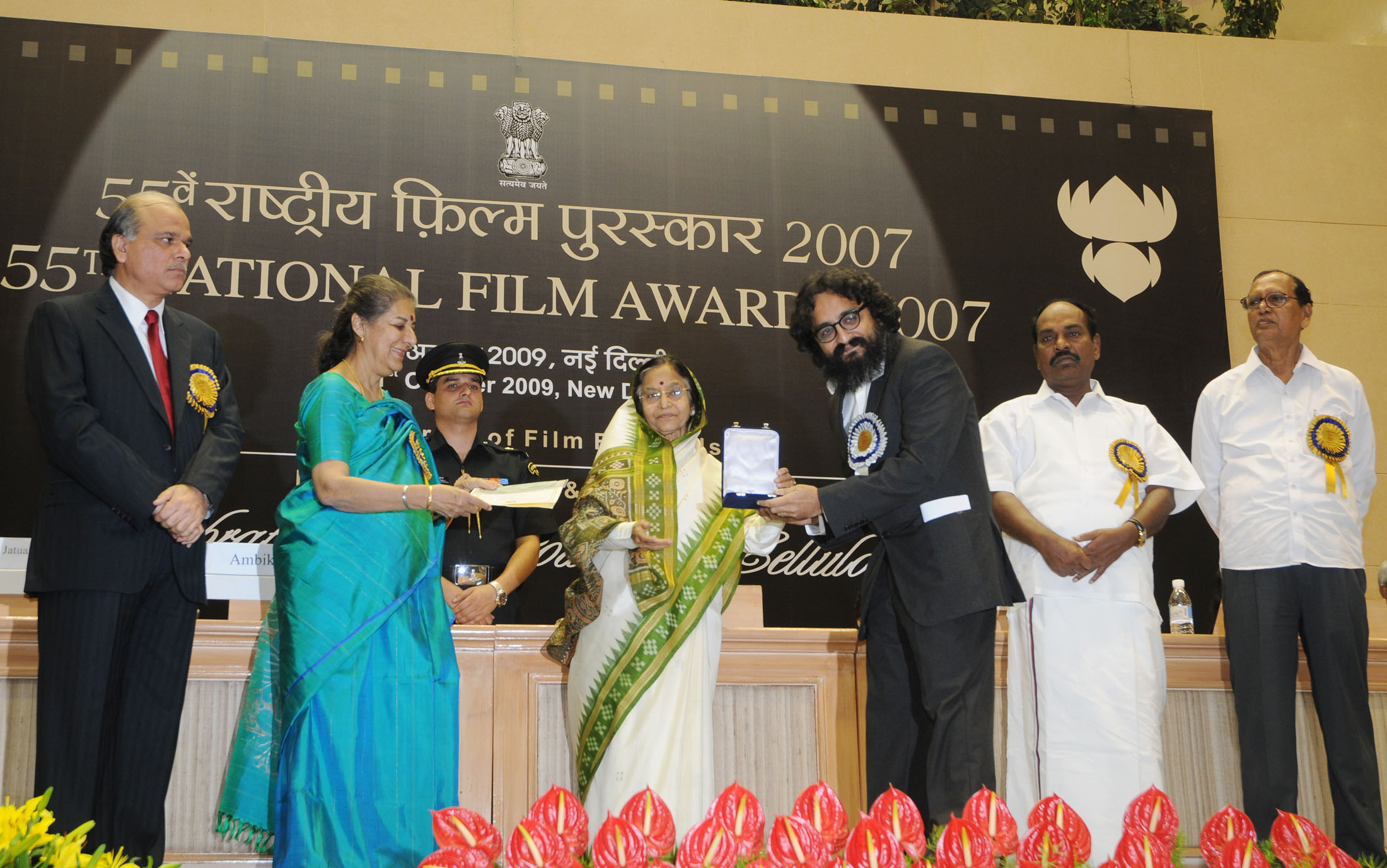
第55回国家映画賞授賞式で健全な娯楽を提供する大衆映画賞を受け取るシミット・アミン（2009年）

| 年                           | 部門                           | 作品               | 結果       | 出典          |
| 国家映画賞                   | 国家映画賞                     | 国家映画賞         | 国家映画賞 | 国家映画賞    |
| ---------------------------- | ------------------------------ | ------------------ | ---------- | ------------- |
| 2009年                       | 健全な娯楽を提供する大衆映画賞 | 『Chak De! India』 | 受賞       | [ 3 ]         |
| フィルムフェア賞             |                                |                    |            |               |
| 2004年                       | 編集賞                         | 『Bhoot』          | 受賞       | [ 4 ]         |
| 2008年                       | 作品賞                         | 『Chak De! India』 | ノミネート | [ 5 ] [ 6 ]   |
| 2008年                       | 審査員選出作品賞               | 『Chak De! India』 | 受賞       | [ 5 ] [ 6 ]   |
| 2008年                       | 監督賞                         | 『Chak De! India』 | ノミネート | [ 5 ] [ 6 ]   |
| 国際インド映画アカデミー賞   |                                |                    |            |               |
| 2008年                       | 作品賞                         | 『Chak De! India』 | 受賞       | [ 7 ]         |
| 2008年                       | 監督賞                         | 『Chak De! India』 | 受賞       | [ 7 ]         |
| 製作者組合映画賞             |                                |                    |            |               |
| 2008年                       | 作品賞                         | 『Chak De! India』 | 受賞       | [ 8 ]         |
| 2008年                       | 監督賞                         | 『Chak De! India』 | 受賞       | [ 8 ]         |
| ジー・シネ・アワード         |                                |                    |            |               |
| 2008年                       | 作品賞                         | 『Chak De! India』 | 受賞       | [ 9 ] [ 10 ]  |
| 2008年                       | 監督賞                         | 『Chak De! India』 | ノミネート | [ 9 ] [ 10 ]  |
| スター・スクリーン・アワード |                                |                    |            |               |
| 2008年                       | 作品賞                         | 『Chak De! India』 | 受賞       | [ 11 ]        |
| 2008年                       | 監督賞                         | 『Chak De! India』 | 受賞       | [ 11 ]        |
| スターダスト・アワード       |                                |                    |            |               |
| 2008年                       | 作品賞                         | 『Chak De! India』 | ノミネート | [ 12 ] [ 13 ] |
| 2008年                       | 新人映画製作者賞               | 『Chak De! India』 | 受賞       | [ 12 ] [ 13 ] |